# Antolín López Peláez

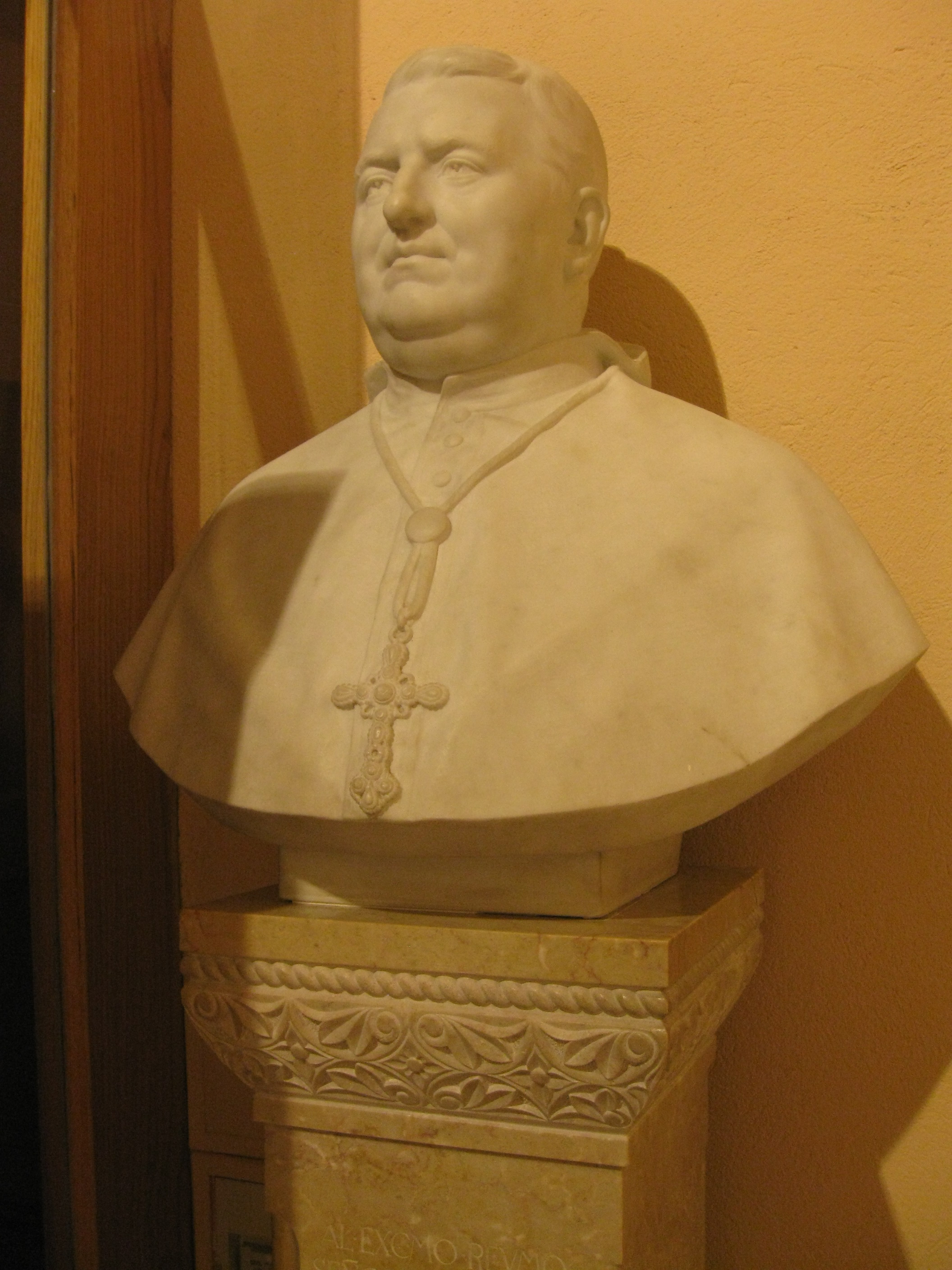
Busto en Museo Diocesano de Tarragona

Antolín López Peláez (Manzanal del Puerto, 31 de agosto de 1866-Madrid, 22 de diciembre de 1918) fue un religioso y escritor español.

## Trayectoria
De padre guardia civil, destinado en Manzanal del Puerto, toda su familia paterna era de Noceda del Bierzo, donde vivió de niño algunos años y fue a la escuela.
Ganó una beca para estudiar en el seminario de Astorga donde hizo la carrera eclesiástica. 
Ordenado sacerdote, fue nombrado ecónomo de Mombuey y, posteriormente, Mayordomo del seminario de Astorga. 
En 1890, con 23 años, fue Canónigo Magistral de Lugo, donde además de dedicarse al profesorado, fue polemista en la prensa católica. Colaboró en Revista Gallega.
Permaneció en Lugo seis años y fue después Doctor de la Metropolitana de Burgos. 
En 1905 fue nombrado obispo de Jaca y elegido senador por su provincia eclesiástica hasta ser elegido arzobispo de Tarragona en 1913.

## Cargos públicos
Investigador e historiador de la iglesia de Lugo, perteneció a las Reales Academias de la Lengua, de la Historia, de Bellas Artes de San Fernando, de las Ciencias Morales y Políticas, de la Buenas Letras de Sevilla, Gallega, a la Asociación Artístico-Arqueológica de Barcelona, al Instituto de Coímbra, a la Societé Arqueologique du Limousin, a la Academia de Roma y otras.
Así mismo, y por razón de su función, es nombrado miembro del Senado de España por el Arzobispado de Zaragoza los años 1907-1908, 1908-1909, 1909-1910, 1910, 1911; Senador por el Arzobispado de Tarragona en 1914 y senador por derecho propio los años 1914, 1915, 1916, 1917 y 1918.

## Residencia
A pesar de sus desplazamientos por diversos lugares de España, mantuvo una estrecha relación con El Bierzo, especialmente con Albares de la Ribera, donde fija su residencia, erigiendo en 1897, en las inmediaciones del río Boeza, una monumental edificación, llamada «Villa Antolín», conocida popularmente como La Casona, en la que alberga una biblioteca con más de 6000 volúmenes.
Esa relación se ve reflejada en la creación de la primera bodega moderna de El Bierzo, contando con un extenso viñedo que, por entonces, superaba las 7000 cepas y proporcionaba trabajo a 32 personas, planteando, asociada a esta explotación, la creación de una Escuela de Enología.
Esta vinculación, junto a otras gestiones, como las realizadas en 1914 para que se inicien las obras de la carretera de Albares, propicia que sea reconocido como el «Obispo del Bierzo» o «Apóstol de la Justicia».

## Obras[4]
- Las aras de la catedral de Lugo.

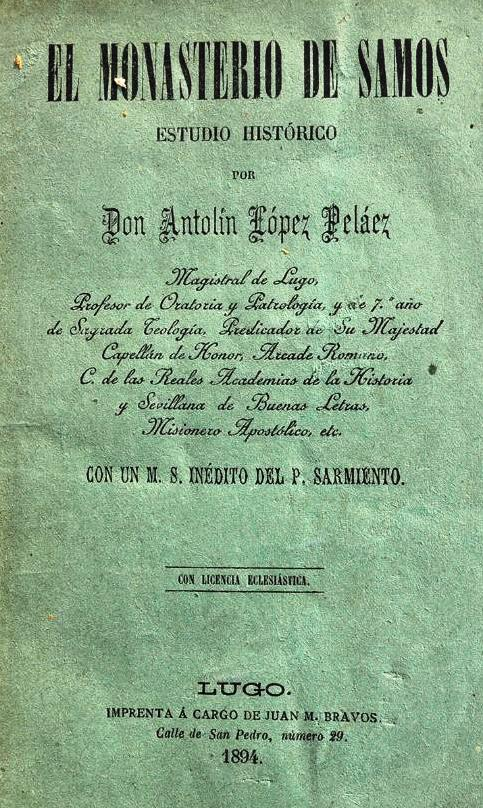
El Monasterio de Samos,1894.

- La exposición continua del Santísimo en la santa iglesia catedral de Lugo, 1892.
- El darwinismo y la ciencia.
- El Pontificado y el actual pontífice: libro escrito con motivo del jubileo episcopal de León XIII, 1893.[5]
- Historia del culto eucarístico en Lugo.
- El monasterio de Samos, 1894.
- Historia de la enseñanza en Lugo.
- Los benedictinos de Monforte, 1895.
- El gran gallego (Fr. Martín Sarmiento), 1895, Biblioteca Gallega.
- El señorío temporal de los obispos de Lugo.
- Las poesías de Feijoo, sacadas a la luz con un prólogo de Antolín López Peláez, 1899.[6]
- Los escritos de Sarmiento y el siglo de Feijoo, 1901, Biblioteca Gallega.[7]
- El Derecho español en sus relaciones con la Iglesia, 1902.
- Los daños del libro, 1905.
- La importancia de la prensa, 1907.
- El gran rotativo católico, 1911.
- Vida póstuma de un santo (el culto de San Froilán), 1911.
- Museos diocesanos. Discurso en la inauguración del de Tarragona, 1914.
- La lucha contra la usura, 1917.